# Boosterism

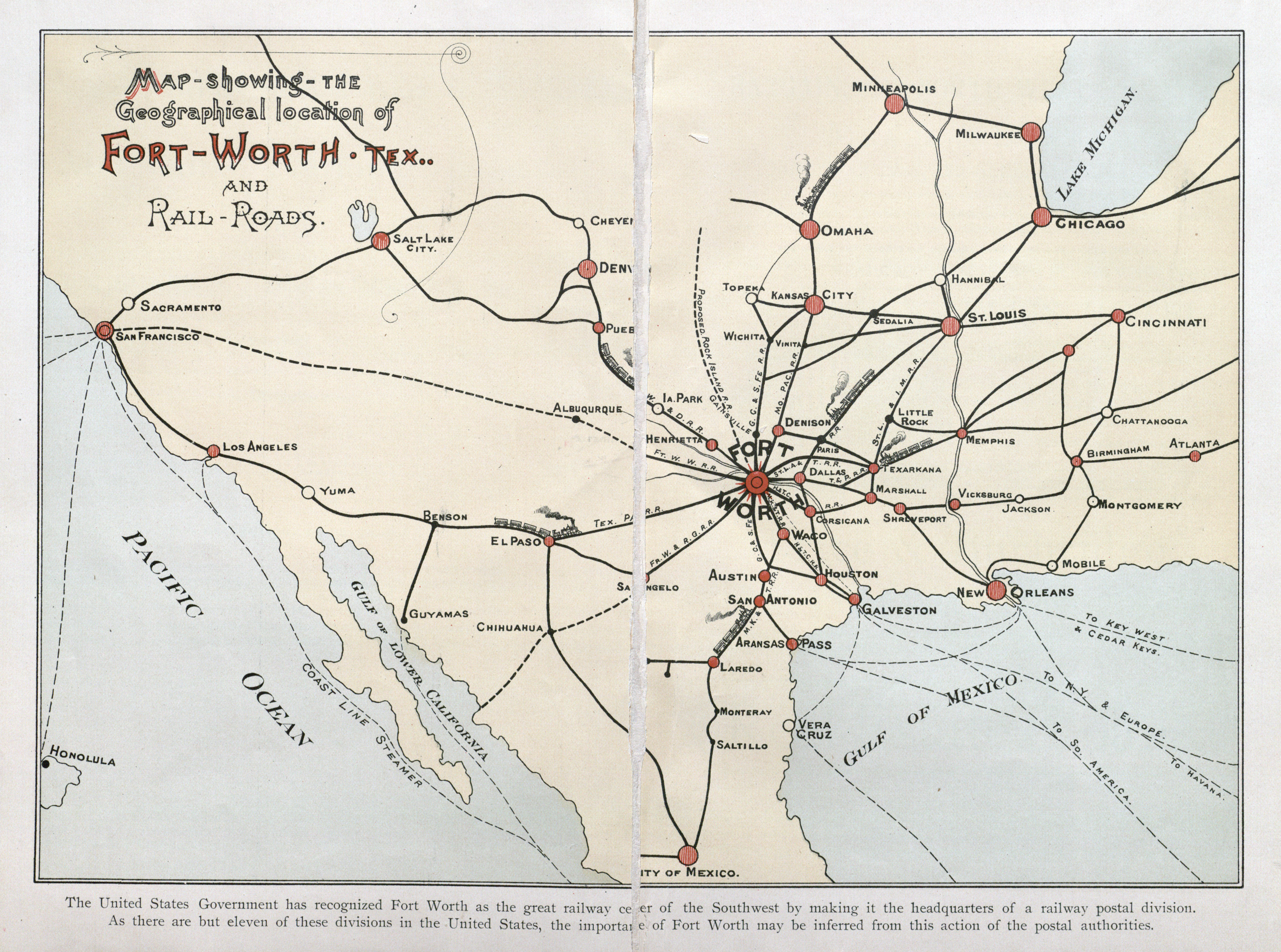
Mapa que muestra la ubicación geográfica de Fort Worth, Texas, y ferrocarriles, 1888

El boosterism (del inglés boosting, traducido al español como "impulsar") es un término inglés que describe el acto de promover o impulsar un pueblo, ciudad u organización, con el objetivo de mejorar la percepción pública del mismo. El boosting puede ser tan simple como hablar de la entidad en una fiesta o tan elaborado como establecer una oficina de visitantes. Se ha asociado de alguna manera con pequeños pueblos estadounidenses. El boosting también se realiza en entornos políticos, especialmente en lo que respecta a políticas en disputa o eventos controvertidos.

## Historia
Durante la expansión del oeste de Estados Unidos y Canadá, el boosterismo se convirtió en una epidemia, ya que los líderes y propietarios de pequeñas ciudades hicieron predicciones extravagantes para su asentamiento, con la esperanza de atraer a más residentes y, no por casualidad, inflar los precios de los bienes raíces locales. Durante el siglo XIX, la competencia por el éxito económico entre las ciudades recién fundadas condujo al desbordamiento de la literatura de refuerzo que enumeraba los signos visibles de crecimiento, citaba estadísticas sobre población y comercio y miraba a la geografía local por razones de éxito de la ciudad.
El discurso humorístico de 1871 The Untold Delights of Duluth, pronunciado por el representante demócrata de los Estados Unidos J. Proctor Knott, promovió el boosterismo. El boosterismo es también un tema principal de dos novelas de Sinclair Lewis — Main Street (publicada en 1920) y Babbitt (1922). Como lo indica un editorial que Lewis escribió en 1908 titulado "The Needful Knocker", boosting era lo opuesto a knocking. El editorial explicaba: 

The booster's enthusiasm is the motive force which builds up our American cities. Granted. But the hated knocker's jibes are the check necessary to guide that force. In summary then, we do not wish to knock the booster, but we certainly do wish to boost the knocker.
El entusiasmo del booster es la fuerza motriz que construye nuestras ciudades americanas. Concedido. Pero las burlas odiadas del knocker son el control necesario para guiar esa fuerza. Entonces en suma, no deseamos knockear el booster, pero sí deseamos boostear el knocker.